# Parasagitta friderici
Parasagitta friderici är en djurart som tillhör fylumet pilmaskar, och som först beskrevs av Ritter-Zahony 1911.  Parasagitta friderici ingår i släktet Parasagitta och familjen Sagittidae. Inga underarter finns listade i Catalogue of Life.